# Kasjodor
Kasjodor (Flavius Magnus Aurelius Cassiodorus, ur. ok. 485 w Scyllacium, zm. 583) – rzymski polityk i uczony, kanclerz na dworze królów ostrogockich, patrycjusz, założyciel rzymskiej biblioteki, historyk i filozof.

## Działalność polityczna
Urodził się w Scyllacium w Kalabrii. Od 506 pełnił różne funkcje w administracji króla Ostrogotów Teodoryka Wielkiego i jego następców, od kwestora kancelarii, po prefekta pretorianów – najwyższy urząd w państwie gockim. Na początku lat dwudziestych przyczynił się do wykrycia i zlikwidowania spisku mającego na celu podporządkowanie Italii Cesarstwu Bizantyńskiemu. Dużą rolę w tym spisku odgrywał inny pisarz i filozof Boecjusz, który w wyniku działań Kasjodora został skazany na śmierć. Kasjodor przez cały okres działalności politycznej walczył z próbami odbudowy Cesarstwa rzymskiego (najpierw są to spiski i próby dyplomatycznego narzucenia zwierzchnictwa bizantyńskiego, a następnie inwazja militarna), jednocześnie dbając o zachowanie łaciny jako języka urzędowego i kultury rzymskiej. W latach 535–538 stawał na czele kolejnych armii gockich walczących z wodzem bizantyńskim Belizariuszem. Nie widząc jednak nadziei na militarne zwycięstwo, wycofał się z życia politycznego.

## Klasztor w Vivarium
W 538 Kasjodor założył według reguły Benedykta z Nursji klasztor w Vivarium, finansując go ze swego rodowego majątku, gdzie mnisi poświęcają się pracy fizycznej i intelektualnej. Kasjodor zbiera tam i kultywuje intelektualne pozostałości po rzymskiej cywilizacji, m.in. przepisując liczne starożytne rękopisy.

## Pisarstwo

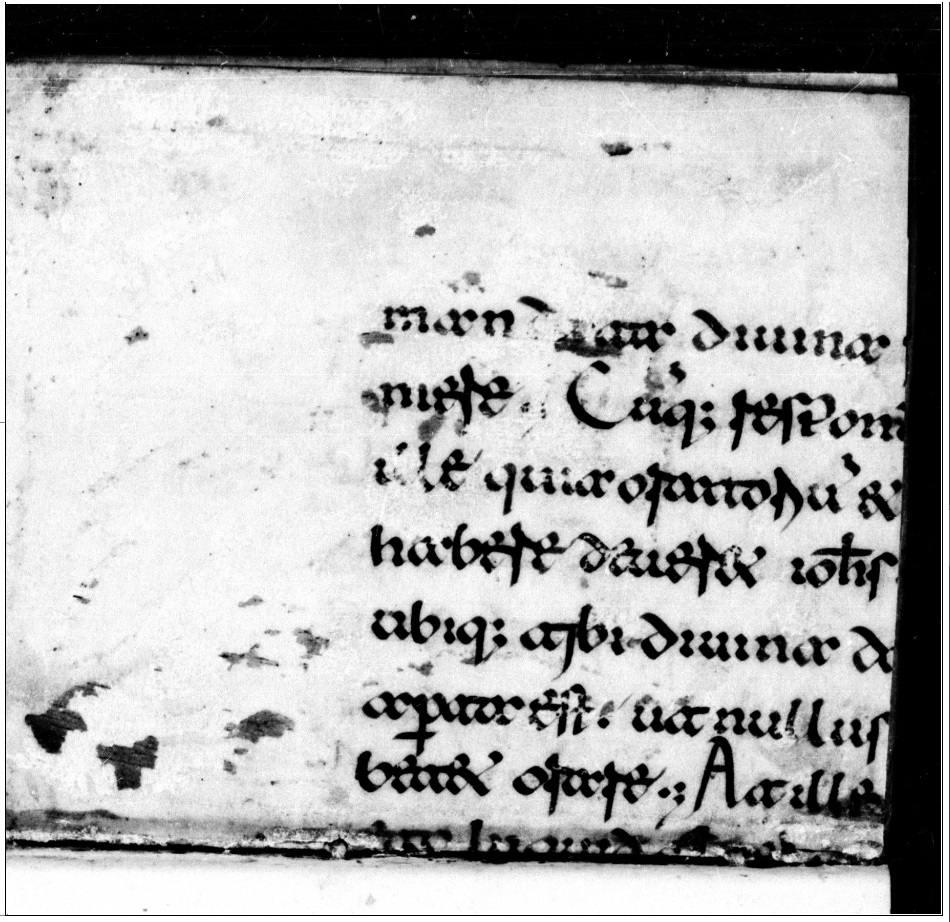
Fragment Historia tripartita Kasjodora w minuskule 49.

W swoim pisarstwie Kasjodor dba głównie o przekazanie dziedzictwa wiedzy starożytnej. Na przykład dzięki niemu myśl średniowieczna przyswoiła sobie pojęcie siedmiu sztuk wyzwolonych. Napisał szereg dzieł z zakresu historii i teologii, które cieszyły się w średniowieczu wielką popularnością (wyd. zbioru Migne'go „Patrologiae cursus” t. 69—70). Pod koniec życia stworzył dzieło „De artibus ac disciplinis liberalium litterarum”, którego część traktująca o muzyce była w średniowieczu, obok traktatu Boecjusza, najważniejszym źródłem poznania muzyki starożytnej. Napisał m.in. „Dzieje Gotów”, „Historię Kościoła złożoną z trzech części”, „Wskazania”, w których jedna księga poświęcona jest sztukom wyzwolonym. Na tej podstawie w wiekach średnich utworzył się system szkolnictwa, który po wielu zmianach jest stosowany do dziś, jako system szkoły klasycznej.
Dokonał pierwszej próby naprawy tekstu Wulgaty. Tę formę tekstu reprezentuje Kodeks Amiatyński.
W jego czasach mnisi zajmowali się medycyną i próbowali przekazywać innym starożytną wiedzę medyczną. W tym celu Kasjodor zalecał mnichom lekturę zielnika przypisywanego Dioskurydeowi, czytanie dzieł Galena i Hipokratesa oraz innych autorów starożytnych.

## Kult
Określany przez Bedę Czcigodnego mianem łac. doctor Ecclesiae, a Alkuina łac. beatus, trafił do martyrologiów i czczono go jako świętego wyznawcę. Wymieniano go w Litaniach do Wszystkich Świętych i wspominano 17 marca i 25 września.